# Mikao Usui
Mikao Usui (japonès: 臼井甕男, Usui Mikao) (Taniai, Gifu, Japó, 15 d'agost de 1865 - Fukuyama, Japó, 9 de març de 1926) va ser el fundador del Reiki, pràctica que utilitza l'energia vital universal canalitzada a través de la imposició de mans per promoure l'autoregulació de l'organisme en el tractament de malalties i desequilibris físics, mentals i emocionals.
El 1922 va pujar al Mont Kurama de Kyoto i durant una meditació va afirmar haver arribat al satori (il·luminació) i haver adquirit també la capacitat de canalitzar l'energia vital universal. Mikao Usui va denominar Reiki a aquest sistema de sanació natural, basat en l'ús d'aquesta energia vital per harmonitzar i afavorir la salut d'un mateix i la dels altres.